# Pleospora phaeospora
Pleospora phaeospora är en svampart som först beskrevs av Duby, och fick sitt nu gällande namn av Ces. & De Not. 1863. Pleospora phaeospora ingår i släktet Pleospora och familjen Pleosporaceae.   Inga underarter finns listade i Catalogue of Life.